# Андре Евен
Андре Евен (фр. André Even, 14 січня 1926 — 10 жовтня 2009) — французький баскетболіст.
Срібний призер Олімпійських ігор 1948 року.